# Pararrhinactia parva
Pararrhinactia parva är en tvåvingeart som beskrevs av Townsend 1935. Pararrhinactia parva ingår i släktet Pararrhinactia och familjen parasitflugor. Inga underarter finns listade i Catalogue of Life.